# نهب القبور

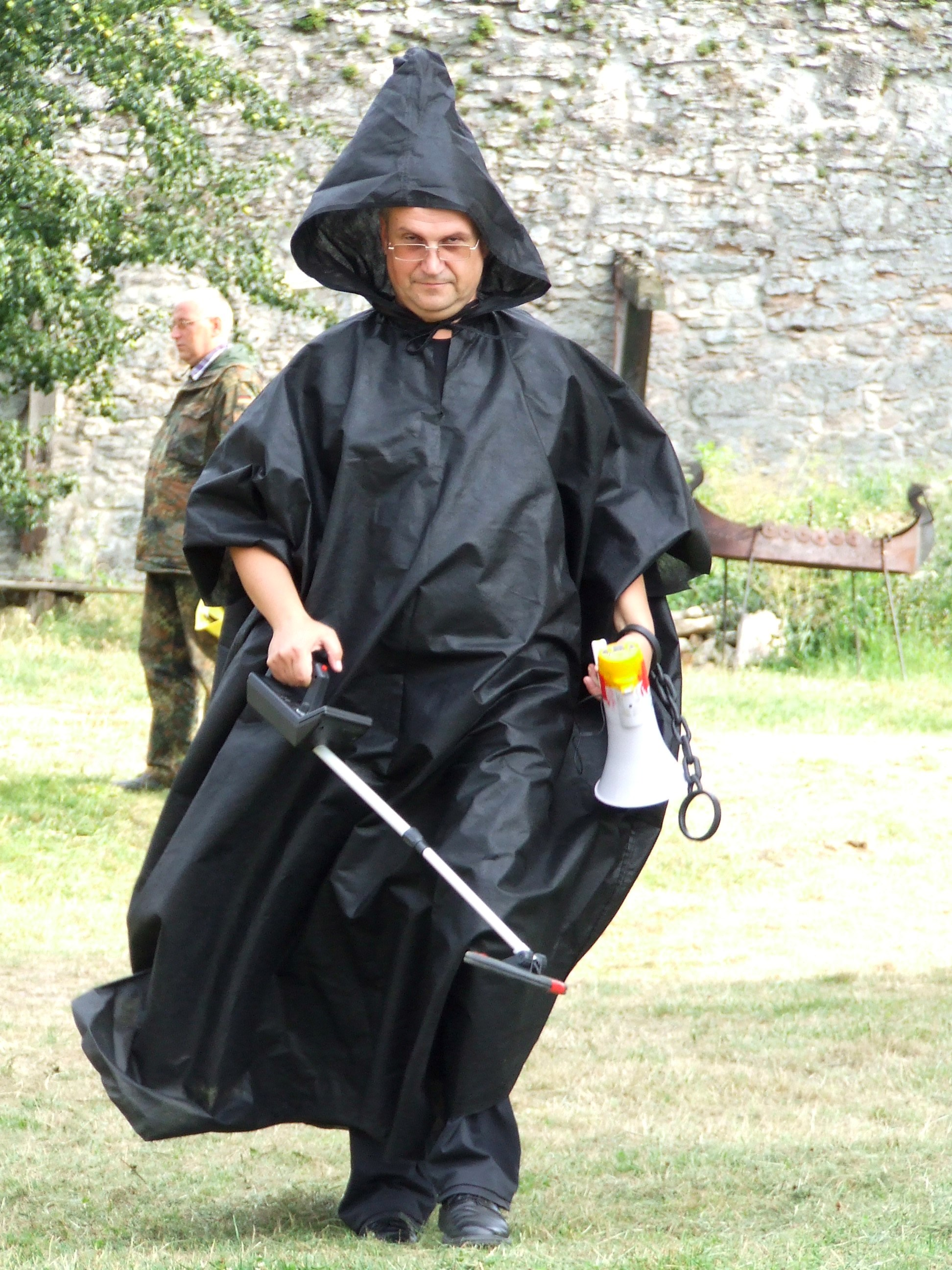

إن نهب القبور، أو ما يُعرَف بسرقتها، أو الإغارة عليها يعني نبش المقابر أو السراديب لسرقة المصنوعات اليدوية أو الممتلكات الشخصية التي تحتوي عليها. ومن يرتكب هذا الجُرم يُعرف بسارق القبور أو نابش المقابر. ومن الأعمال المرتبطة بذلك أيضًا سرقة الجثث، وتتمثل في نبش القبور بهدف سرقة جثث الموتى بدلًا من الأشياء.
وقد أسفر نهب القبور عن صعوبة كبيرة في دراسة الآثار، وتاريخ الفنون، والتاريخ. فتعرض عدد لا حصر له من القبور ومواقع الدفن المهمة للسرقة قبل أن يتمكن الباحثون من فحصها. وفي هذه الحالة، يتعرض السياق الأثري والمعلومات التاريخية والأنثربولوجية للتخريب.
وسارقو القبور، في العصر الحديث، يكونون عادةً أفرادًا منخفضي الدخل. ويبيع هؤلاء السارقون ما يحصلون عليه من سلع في السوق السوداء. وبالرغم من أن بعض المصنوعات اليدوية المنهوبة تصل إلى المتاحف أو الباحثين، فإن أغلبها ينتهي به الحال في مجموعات الاقتناء الخاص.

## التأثير على علم الآثار (حسب مكان الدراسة)

### الصين
ظل الغموض يحيط ببِذل الدفن الصينية المصنوعة من اليشب لسنوات عديدة إلى أن تم الكشف عن اثنتين منهما في عام 1968؛ وصار يُعتقَد الآن أن معظم هذه البِذل قد تعرضت للسرقة منذ زمن طويل على يد ناهبي القبور.

### الآثار الكلاسيكية القديمة
تُعَد القبور المصرية القديمة أحد أبرز الأمثلة على نهب المقابر. فتعرضت أغلب المقابر الموجودة في وادي الملوك في مصر للسرقة على مدار مائة عام (بما في ذلك مقبرة الملك الشهير توت عنخ آمون التي نُهبِت مرتين على الأقل قبل اكتشافها في عام 1922). ونظرًا لأن أغلب المصنوعات اليدوية الموجودة في هذه المقابر قد تم اكتشافها، فإن ما تمكن من خلاله المؤرخون وعلماء الآثار من تحديد ما إذا كانت المقابر قد نُهِبت أم لا هو حالة هذه المقابر والأشياء التي من المفترض أنها اختفت منها. وقد كان الفراعنة يحتفظون غالبًا بسجلات للأشياء الثمينة التي تحتوي عليها مقابرهم، وبالتالي من المفترض أن يجري علماء الآثار جردًا باستخدام هذه السجلات. وكان الفراعنة يتركون أيضًا في مقابرهم تحذيرات من الكوارث واللعنات التي قد تصيب أي شخص يلمس ما بها من كنوز أو موتى، وإن لم ينجح ذلك في أثناء أيٍ من ناهبي القبور عن جرائمهم.
هناك العديد من الأمثلة أيضًا على نهب القبور في أجزاء أخرى من العالم القديم غير مصر. على سبيل المثال، عانى الرومان (البيزانطيون) أيضًا من سرقة المقابر والسراديب وتدميرها على مدار عقود طويلة.

### وسط وشمال أوروبا
يوجد العديد من ناهبي القبور أيضًا في وسط أوروبا وشمالها، ويعمل أغلبهم باستخدام أجهزة الكشف عن المعادن. فتزخر مقابر الميروفنجيين في فرنسا وألمانيا، بالإضافة إلى مقابر الأنجلوسكسونيين في إنجلترا، بالكثير من المصنوعات المعدنية، وأغلبها من الحديد. لكن ناهبي القبور يتركون عادةً هذه المصنوعات المعدنية، ولا يهتمون سوى بالذهب والفضة. ويدمرون أثناء السرقة القبر وما به من بلاط وأسلحة حديدية وهياكل عظمية.

### أمريكا الشمالية
أغلب عمليات نهب المقابر في أمريكا الشمالية تعرضت لها مقابر سكان أمريكا الأصليين، واستمرت على مدار المائتي عام الماضية. وقد انتشرت هذه العمليات أثناء القرن الثامن عشر بسبب عدم الإيمان «بآدمية» السكان الأصليين لأمريكا، واعتبارهم «همجيين». ومن ثم، فإن ممتلكاتهم ومقابرهم لم تحظ بالاحترام، وما احتوت عليه هذه الأماكن من موتى ومصنوعات يدوية تعرضت عادة للسرقة أو النهب.
أما نهب المقابر في العصر الحديث بأمريكا الشمالية، فيشمل المقابر الخاصة المنسية أو المهجورة لفترة طويلة وترجع إلى الفترة بين ما قبل الحرب وما قبل الكساد الكبير. فتتعرض هذه المواقع للانتهاك عادةً من قِبل ناهبي القبور الباحثين عن المجوهرات القديمة والقيّمة. وتكون هذه المواقع غالبًا في المناطق الريفية وسط الغابات حيث دُفِن مُلاك الأراضي الأغنياء ذوو النفوذ وأسرهم. ونظرًا لبُعد موقع هذه المقابر الخاصة - التي تكون غير مسجلة عادةً في الوثائق - تكون عرضةً بشكل خاص للنهب. ولعل ما يشجع على مثل هذه الممارسات اكتشاف ملاك الأراضي الجدد لمقابر أسرة سابقة غير معروفة في المكان.
ومن حوادث النهب التاريخية الشهيرة حادثة وقعت مساء يوم السابع من نوفمبر عام 1876 عندما حاولت مجموعة من المزورين الهروب برفات أبراهام لينكون التذكاري من قبره في سبرينجفيلد بولاية إلينوي لضمان الإفراج عن زعيمهم المسجون، وهو مزور الأعمال المحفورة بنجامين بويد. لكن أحد أفراد المخابرات الخاصة كان متواجدًا، وأبلغ الشرطة قبل وقوع الحادث. ومن ثم، لم يتمكن السارقون سوى من إزاحة غطاء التابوت فقط. ونتيجة لهذا الحادث، عند إعادة الدفن، حالت الإجراءات الأمنية الإضافية التي اُتخِذت دون تعرض جثمان لينكون لأية عمليات سرقة أخرى.

### أمريكا الوسطى
يقول مايكل جاي سنارسكيس "يمكن للسائحين زيارة متحف الذهب ومتحف اليشب في سان خوسيه بكوستاريكا، لكن هذين المتحفين سيظلان بلا مغزى من الناحية العلمية، مثل خزانة البنك أو متجر الجواهرجي. فكل قطعة فيهما منهوبة. والمتحف الوطني وحده هو الذي يشتمل على برنامج بحثي فعال وعروض تعليمية تستند إلى عمليات التنقيب العملية التي يجريها المتحف.”
وكان ناهبو المقابر يبيعون ما يسرقونه من آثار تعود إلى حضارة الآزتك أو المايا في السوق السوداء للحصول على أعلى الأسعار في مقابلها. ولم يتعرض المشترون (القيّمون على المتاحف، والمؤرخون، وغيرهم) عادةً لأي عواقب لامتلاكهم آثارًا مسروقة، ووقع اللوم (والعقوبات) على السارقين الذين ينتمون للطبقات الاجتماعية الدنيا. وصارت تجارة الآثار القديمة من الأعمال الشائعة اليسيرة، وزادت سرعة دخول هذه الآثار إلى السوق سرعة هائلة. وسُنت قوانين في هذه المناطق. لكن استمرت السرقات في تزايد كل عام بسبب الفقر الشديد.

## قائمة المصادر
- Atwood، Roger (2004)، Stealing History, Tomb Raiders, Smugglers, and the Looting of the Ancient World، نيويورك: St. Martin's Press]
- Daniel، Glyn (1950)، A Hundred and Fifty Years of Archaeology، Cambridge, Massachusetts: Harvard University Press
- Gardiner، Alan (2007) [1961]، The Egyptians: An Introduction، أكسفورد: مطبعة جامعة أكسفورد (The Folio Society)
- Peters، Bernard C. (1997)، "Indian-Grave Robbing at Sault Ste. Marie, 1826."، The Michigan Historical Review، ج. 23
- Shelton، Jo-Ann (1998)، As the Romans Did (ط. 2nd)، أكسفورد: مطبعة جامعة أكسفورد
- Craughwell، Thomas (2007)، Stealing Lincoln's Body، Cambridge, Mass: Harvard University Press